# Rong Ningning
Rong Ningning (chiń. upr. 荣宁宁; pinyin Róng Níngníng; ur. 5 października 1997) – chińska zapaśniczka walcząca w stylu wolnym. Olimpijka z Tokio 2020, gdzie zajęła dziesiąte miejsce w kategorii 57 kg.
Złota medalistka mistrzostw świata w 2018; srebrna w 2019 i piąta w 2017. Mistrzyni Azji w 2018 i 2019. Druga w Pucharze Świata w 2017 i 2018; trzecia w 2019. Druga na MŚ U-23 w 2018. Trzecia na mistrzostwach Azji juniorów w 2015 roku.